# Репьёвка (село, Новоспасский район)
Репьёвка — село в Красносельском сельском поселении Новоспасского района Ульяновской области.

## География
Село Репьёвка расположено в 131 км от Ульяновска, в 24 км от районного центра Новоспасское, в 2 км от Красносельск, на реке Сызранка.

## История
В 1674 году Репьёв Леонтий Кузьмич был назначен симбирским воеводой, князем Милославским, на дарованных ему землях, управляющим. На эти земли он пересилил около 200 крепостных. После смерти князя Репьёв выкупил имение и стал владельцем села Репьёвка. Уже до этого здесь был построен барский дом, разбит сад, вдоль барской усадьбы посажена аллея. Недалеко от барского дома образовали пруд, вокруг были посажены деревья, декоративный кустарник, построены беседки. По середине пруда был островок, и на нём тоже была беседка.
Его внучка, Мария Григорьевна Репьёва (1732—1778), выходит замуж за Бориса Макаровича Бестужева (1730—1785) и получает село в приданное.
В 1780 году, при создании Симбирского наместничества, село Репьёвка вошло в Сызранский уезд.
В 1793 году в селе прихожанами был построен новый каменный храм. Престолов в нём три: главный в честь Успения Божьей Матери, в приделах: правом — во имя преподобного Сергия Радонежского и в левом — во имя св. великомученика Иоанна воина. По церкви село стало называться Успенское.
При покупки деревни Ратовка и переименования её в Малую Репьёвку (ныне пгт Балашейка), село Репьёвка стала называться Большая Репьёвка.
В 1796 году село Большая Репьёвка вошло в Симбирскую губернию.
В 1861 году село стало центром Репьёвской волости.
В с. Репьёвке земская школа, существует с 1863 года; церковная школа грамоты в селе открыта в 1895 году, помещается в церковной караулке.
С 1869 года существует церковно-приходское попечительство, состоящее с 1881 года под Августейшим покровительством Его Императорского Высочества вел. кн. Алексея Александровича.
В 1874 году рядом с селом была проложена Сызранско-Вяземская железная дорога, на которой была открыта станция станция Репьёвка.
На 1877 год в селе было 3 конезавода П. Б. Бестужева, пользовавшиеся в России хорошей репутацией.
В 1918 году был образован Репьёвский сельский Совет, в который вошли: с. Репьёвка, д. Александровка, пос. Банкет и Каменка, пос. Марьевка, пос. Матрунино, пос. Козий.
В 1928 году село вошло в состав Новоспасского района Сызранского округа Средне-Волжской области (1928—1929), Средне-Волжского края (1929—1936), Куйбышевской области.
В 1929 году на базе одного из Репьёвских товариществ по совместной обработки земли (ТОЗ) организовали первую сельскохозяйственную артель — назвали «Беднота».
В 1931 году была создана сельскохозяйственная артель (колхоз) «Память Сталина» Репьёвского сельского Совета с. Репьевка Новоспасского района Средневолжского края.
14 августа 1939 года в селе открылась средняя школа.
С 1943 года — в Ульяновской области.
В 1950-х годах в Репьёвский сельсовет вошли: пос. Чуринский (Чурино), пос. Бестужевский, пос. Заколочный, пос. Кочубеевка, пос. Лапы, пос. Чемеричный.
В 1958 году Каширин Пётр Иванович был выбран председателем колхоза «Россия», который разработал план центральной усадьбы колхоза, в дальнейшим ставший посёлком Красносельск.
В 1959 году колхоз «Память Сталина» объединился с колхозами «Коминтерн» (Ратовка), им. Ворошилова (Васильевка), «Заря» (Марьевка) и «40 лет Октября» в колхоз «Россия», с центральной усадьбой в с. Репьёвка.
В конце 60-х годов был разработан проект застройки центральной усадьбы и начато строительство Красносельского ордена Трудового Красного Знамени колхоза «Россия».
18 июля 1975 года, решением Ульяновского облисполкома № 557, Репьёвский сельсовет (д. Александровка, пос. Банкет, пос. Каменка, пос. Марьевка, пос. Козий) переименован в Красносельский с центром во вновь возникшем посёлке Красносельск.
В 2004 году упразднено село Чурино и вошло в состав Репьёвки.
В 2005 году село вошло в состав Красносельское сельское поселение.

## Население
| Год  | Число дворов | Число жителей | Примечания                                                     |
| ---- | ------------ | ------------- | -------------------------------------------------------------- |
| 1780 |              | 603           | Ревизских душ                                                  |
| 1859 | 347          | 2887          | Православная церковь.                                          |
| 1897 | 522          | 2815          |                                                                |
| 1900 | 416          | 3449          |                                                                |
| 1913 | 698          | 5095          | Церковь, 2 школы, волост. правление, почт. отд., макар. фабр., |
| 1924 | 416          | 2244          |                                                                |
| 1927 | 570          | 2676          | есть школа 1-й ступени, вет. училище, врачебная амблуатория.   |
| 2010 |              | 1069          |                                                                |

## Факты
- Большая Репьёвка — родина Бестужевской породы крупного рогатого скота. Выведение этой породы началось при Борисе Макаровиче Бестужеве. В 1786 году, решив улучшить своё стадо и следуя веянию времени, он завёз из Европы шортгорнскую (мясную), голландскую (молочную) и симментальскую (смешанную) породы коров. В результате скрещивания их со своим стадом, сменявшегося длительным отбором лучших образцов, и нового скрещивания с местным и привозным скотом сформировалась «бестужевская» порода — незаменимая в степной и лесостепной местности[16][17].
- Один из лучших конезаводов в Большой Репьёвке был устроен Бестужевым Василием Борисовичем (1752—1821)[18][16][19]. В начале XIX века он полностью отошёл от государственных дел и, продав свой дом в Симбирске (стал «Губернаторским домом»), посвятил себя разведению коней и коров. В 1803 году он стал владельцем села Богородская Репьёвка.
- В первой половине XIX века в Большой Репьёвке жил Пётр Александрович Бестужев[20], был женат на сестре поэта Н. М. Языкова — Прасковье Михайловне[16]. Его сын А. П. Бестужев основал село Головино и Тёплый Стан (в 1800 г.).
- В 7 верстах от села, на речке Балашейке, находилась деревня Малая Репьёвка (Ратовка), ныне посёлок Балашейка;[21][22]
- В 1874 году рядом с селом открылась железнодорожная станция Репьёвка;
- В 1973 году Указом Президиума ВС РСФСР посёлок отделения № 4 совхоза «Большевик» переименован в Новорепьёвский;

## Известные уроженцы
- Карпов Николай Филиппович
- Маркова Римма Васильевна[10]
- Кузьмин Пётр Александрович — Герой ВОВ[23][24][25][26][27].
- Нефедьев Евгений Алексеевич (1851—1910) — юрист, ординарный профессор Московского университета[28].

## Инфраструктура
МОУ Средняя школа имени Карпова Н. Ф., ОАО «РЕПЬЕВСКИЙ КРУПОЗАВОД», МРО МАХАЛЛЯ, ООО "ГРАНИТ, СПСК «ГАРМОНИЯ», ТОС «РЕПЬЁВСКИЙ».